# 約瑟夫·瓦拉奇
約瑟夫·迈克尔·瓦拉奇（英語：Joseph Michael Valachi，1903年9月22日—1971年4月3日）是一名吉諾維斯犯罪家族的美國黑幫分子，他是第一個公開承認黑手黨存在的意大利裔美國黑手黨成員。他也是令「Cosa Nostra」這個術語得到了普及的人。
他在1959年因販毒被定罪，並被判處15年監禁。當他和吉諾維斯犯罪家族的老大維多·吉諾維斯一起入獄時，他於1962年謀殺了一名被認為是吉諾維斯派來的殺手的同獄犯人，並被判終身監禁。隨後，他成為政府的證人。1963年，瓦拉奇在一場美國參議院委員會作證，被稱為瓦拉奇聽證會。瓦拉奇披露了有關以前意大利裔美國黑手黨的未知情報，包括其結構、運作、儀式和成員資格。他的證詞是第一個嚴重違反緘默法則的行為，這是黑手黨的法則，也是第一個具體的證據證明意大利裔美國黑手黨都是存在於美國聯邦政府和廣大公眾中。瓦拉奇於1971年4月3日在監獄中去世。

## 早年
瓦拉奇於1903年9月22日出生在美國紐約市的東哈林，來自坎帕尼亞大區的一個貧窮的意大利移民家庭。他的父親是一名暴力的酒鬼。

## 逝世
1971年4月3日，瓦拉奇在德薩斯州安東尼的拉圖納聯邦監獄服刑時心臟病發去世。四天後，他被埋葬在紐約州劉易斯頓的天堂之門公墓（Gate of Heaven Cemetery）。

## 流行文化
- 《The Valachi Papers（英语：The Valachi Papers (book)）》，由彼得·馬斯（英语：Peter Maas）所寫的1968年書籍。
- 《賊殺賊》，改編自上述書籍的1972年電影，由查理士·布朗臣飾演瓦拉奇。
- 導演法蘭斯·哥普拉在1974年電影《教父2》的評論中，提到描述參議院委員會對麥可·柯里昂和Frank Pentangeli（英语：Frank Pentangeli）進行訊問的場景是基於瓦拉奇的聯邦聽證會，而Pentangeli就是像瓦拉奇的人物。
- 《哈林教父》，由Richard Petrocelli飾演瓦拉奇。

## 外部連結
- Seize The Night: Joseph Valachi
- Joseph Valachi （页面存档备份，存于） at Find a Grave
- The Dying of the Light: The Joseph Valachi Story by Thomas L. Jones